# Cleptotypodes
Cleptotypodes is een geslacht van vlinders van de familie grasmotten (Crambidae), uit de onderfamilie Odontiinae.

## Soorten
- C. dufayi Minet, 1983
- C. ledereri (Staudinger, 1870)